# Johann Ludwig Kübel

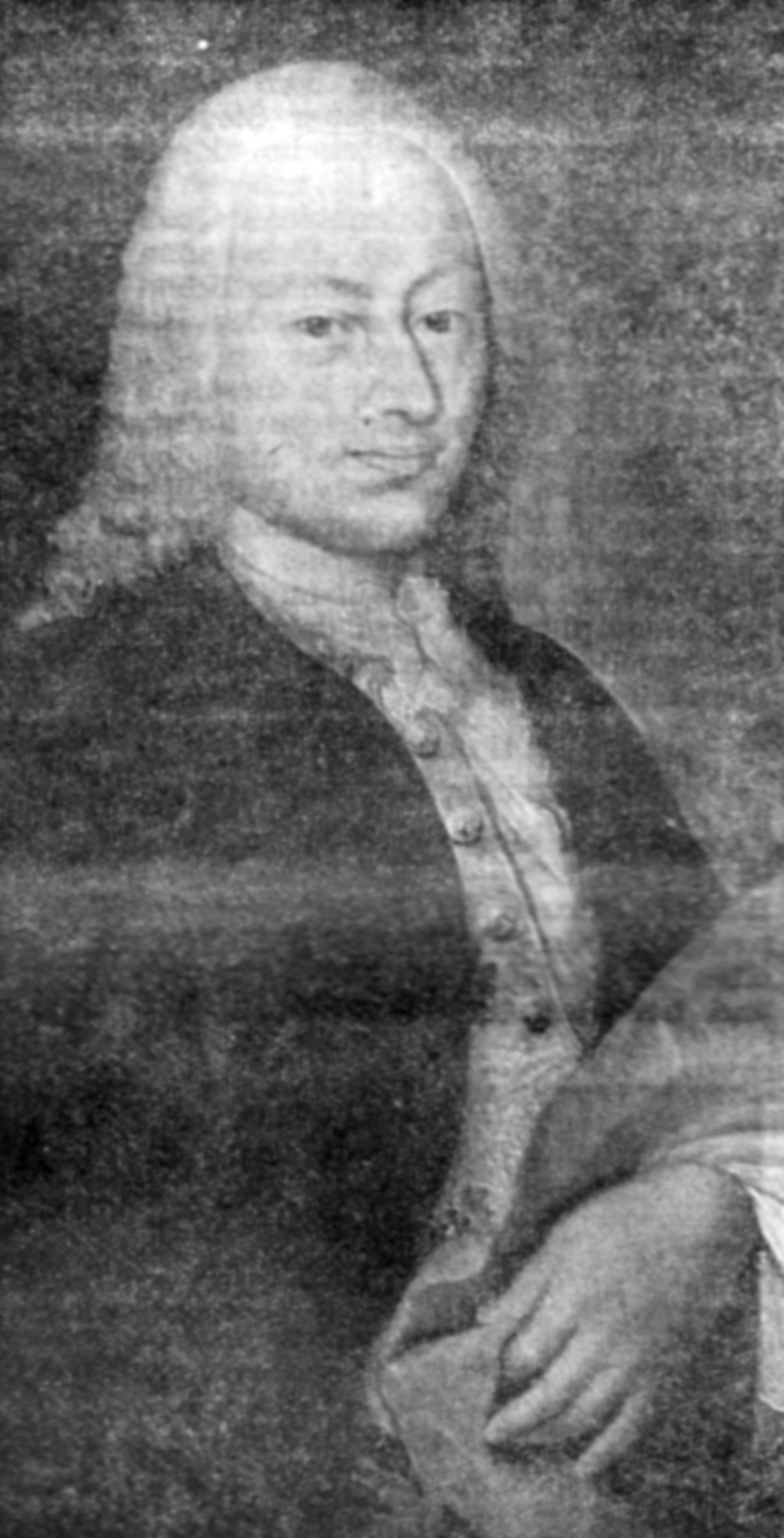
Johann Ludwig Kübel

Johann Ludwig Kübel (* 21. September 1684 in Heilbronn; † 7. September 1753 ebenda) war von 1732 bis 1753 Bürgermeister von Heilbronn.

## Leben
Johann Ludwig Kübel war der Sohn des gleichnamigen Steuerverwalters Johann Ludwig Kübel und der Maria Christina Pfeil, beide Angehörige sehr alter Heilbronner Familien. Er besuchte das Heilbronner Gymnasium und studierte anschließend Rechtswissenschaft an der Universität Leipzig. 1709 wurde er Hofmeister beim Sohn des Barons von Uritsch in Leipzig. 1711 war er wieder in Heilbronn, wo er sich als kaiserlicher Notar und Rechtskonsulent verdingte. Von 1713 bis 1718 war er als Hofrat bei Graf Ludwig-Moritz von Löwenstein-Wertheim in Wertheim tätig, von wo ihn diplomatische und juristische Missionen zum kaiserlichen Hof nach Wien, zum Reichstag nach Regensburg und zum Reichskammergericht nach Wetzlar führten. Am 2. Januar 1719 wurde er in den kleinen, inneren Rat („von den burgern“) der Stadt Heilbronn berufen, wo er verschiedene städtische Ämter bekleidete. Nach dem Tod des Bürgermeisters Adam Christian Wacks wurde Kübel im September 1732 vom Magistrat der Stadt zum dritten Bürgermeister gewählt. Nach dem rasch aufeinanderfolgenden Tod der Bürgermeister Georg Friedrich Pancug und Johann Georg Becht rückte Kübel bereits Anfang 1734 auf die Stelle als erster Bürgermeister auf, die er nahezu 19 Jahre bekleidete. In Kübels Amtszeit fiel der Polnische Erbfolgekrieg (1733–1738), der die Stadt Heilbronn zwar nicht direkt betraf, in dessen Umfeld die Stadt jedoch an zahlreichen Truppendurchzügen zu leiden hatte. Im Österreichischen Erbfolgekrieg von 1740 bis 1748 erklärte sich die Stadt mit dem Reich als neutral, so dass sie vom Kriegsgeschehen weitgehend verschont blieb. Kübel starb nach kurzer schwerer Krankheit am 7. September 1753 und wurde im Friedhof an der Weinsberger Straße beigesetzt.
Er war ab 1713 mit Philippina Maria Le Petit (1690–1757), einer Tochter des Wertheimer Leibarztes François Le Petit, verheiratet. Der Ehe entstammten vier Kinder, von denen zwei Söhne das Erwachsenenalter erreichten. Sohn Heinrich Franz Ludwig Kübel wurde Senator und Archivar in Heilbronn. Dessen Sohn Georg Christian Franz Kübel (1757–1834) war von 1803 bis 1819 Bürgermeister von Heilbronn.